# Maïa Lomineichvili
Maïa Lomineichvili est une joueuse d'échecs géorgienne née le 11 novembre 1977 à Tbilissi. Maître international (mixte) depuis 2003, elle a remporté  le championnat d'Europe des moins de 14 ans (en 1991), le championnat d'Europe junior en 1996 et cinq fois le championnat de Géorgie (en 1996, 1998, 2002, 2009 et 2011).
Au 1er octobre 2016, elle est la douzième joueuse géorgienne avec un classement Elo de 2 321.

## Championnats du monde
Maïa Lomineichvili a participé au championnat du monde d'échecs féminin
- en 1999 (34e du tournoi interzonal) ;
- en 2004 (battue au troisième tour par Nana Dzagnidzé) ;
- en 2010 (éliminée au premier tour par Anna Zatonskih),

## Compétitions par équipe
Maïa Lomineichvili a représenté la Géorgie lors de trois olympiades féminines (en 2004, 2006 et 2008), remportant la médaille d'or par équipe en 2008.
Elle a participé à cinq championnats d'Europe par équipe de 1999 à 2007, remportant la médaille d'argent par équipe en 2005 (elle jouait au troisième échiquier) et en 2007, remportant une médaille de bronze individuelle comme échiquier de réserve.